# Інгулець (стадіон)
«Інгулець» — футбольний стадіон у смт. Петрове Кіровоградської області, домашня арена ФК «Інгулець».
Особливістю стадіону є те, що має практично всю стадіонну інфраструктуру, окрім системи освітлення.
Відкриття стадіону «Інгулець» відбулося влітку 2014 року. Першим офіційним матчем на стадіоні стала гра «Інгулець» — «Арсенал-Київ», яка відбулася 13 липня 2014 року в рамках попереднього етапу Кубка України серед аматорів.
На території стадіону розташований адміністративний корпус. На першому поверсі є роздягальні для господарів і гостей, кімната для арбітрів; на другому — VIP-ложа, конференц-зал, кімнати для диктора та відеооператора.
На стадіоні функціонує сучасна система поливу футбольного поля. Також є інформаційне табло розміром 4 на 2 м.